# Кондратово (Нежитинское сельское поселение)
Кондратово — деревня в Макарьевском районе Костромской области. Входит в состав Нежитинского сельского поселения.

## География
Находится в юго-восточной части Костромской области на расстоянии приблизительно 54 км на юг-юго-запад по прямой от районного центра города Макарьев недалеко от правого берега Унжи.

## История
В 1872 году здесь было учтено 28 дворов, в 1907 году было отмечено 43 двора. В период коллективизации был организован колхоз им. Ворошилова.

## Население
Постоянное население составляло 136 человек (1872 год), 197 (1897), 263 (1907), 18 в 2002 году (русские 100 %), 12 в 2022.